# The Rebel's Room
The Rebel's Room var den svenska musikgruppen Antiloops musikstudio i Stockholm på Lidingö. Gruppen använde dessförinnan en annan musikstudio, kallad Vår Lilla Studio.
Studion delar nästan namn med låten "At The Rebels Room" från albumet LP och samlingsalbumet At The Rebel's Room.
Studion ska ej blandas ihop med Antiloops produktionsbolag Rebels Room.